# Acronicta taurica
Acronicta taurica är en fjärilsart som beskrevs av Otto Staudinger 1901. Acronicta taurica ingår i släktet Acronicta och familjen nattflyn. Inga underarter finns listade i Catalogue of Life.

## Bildgalleri

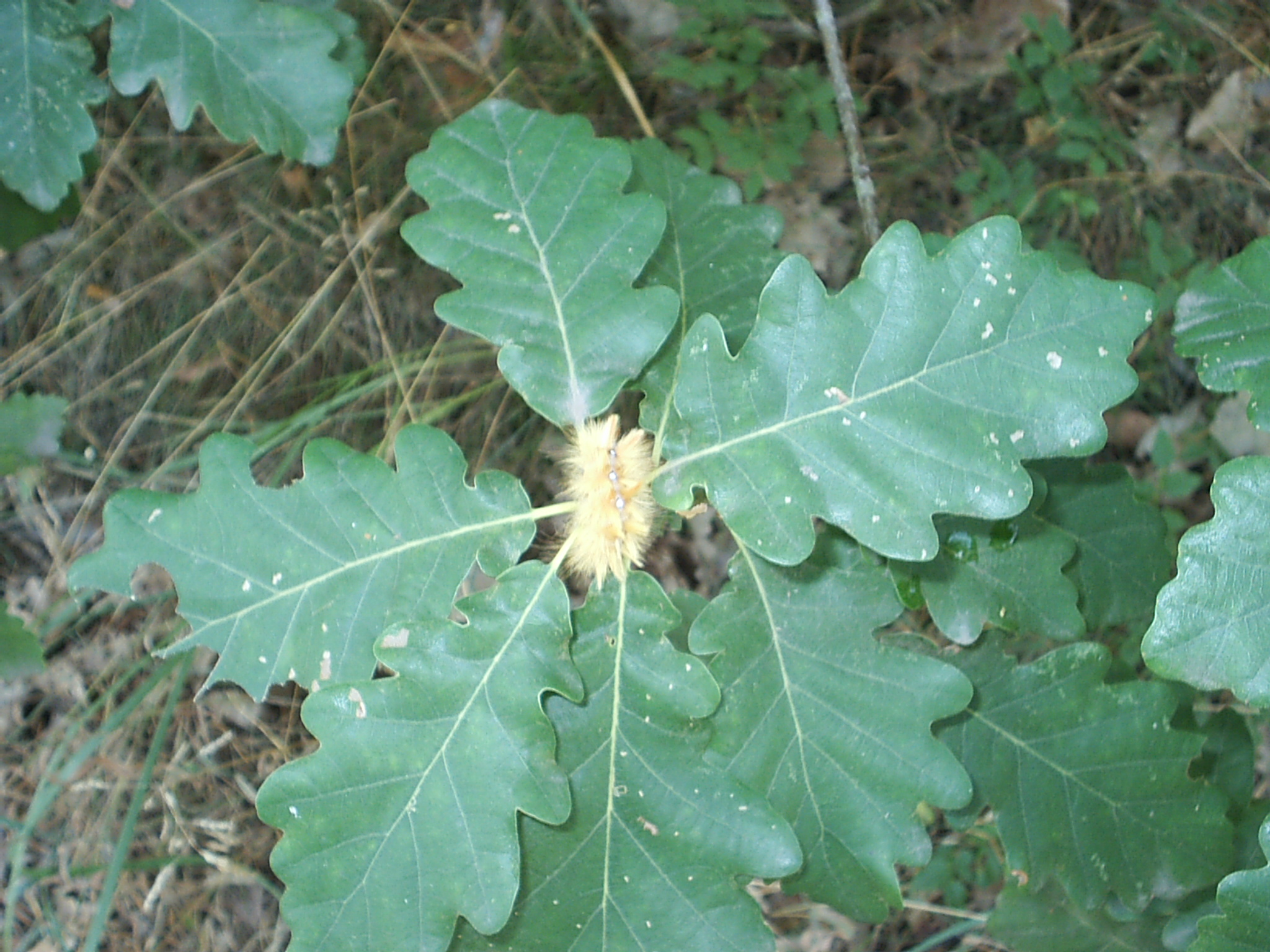
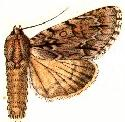
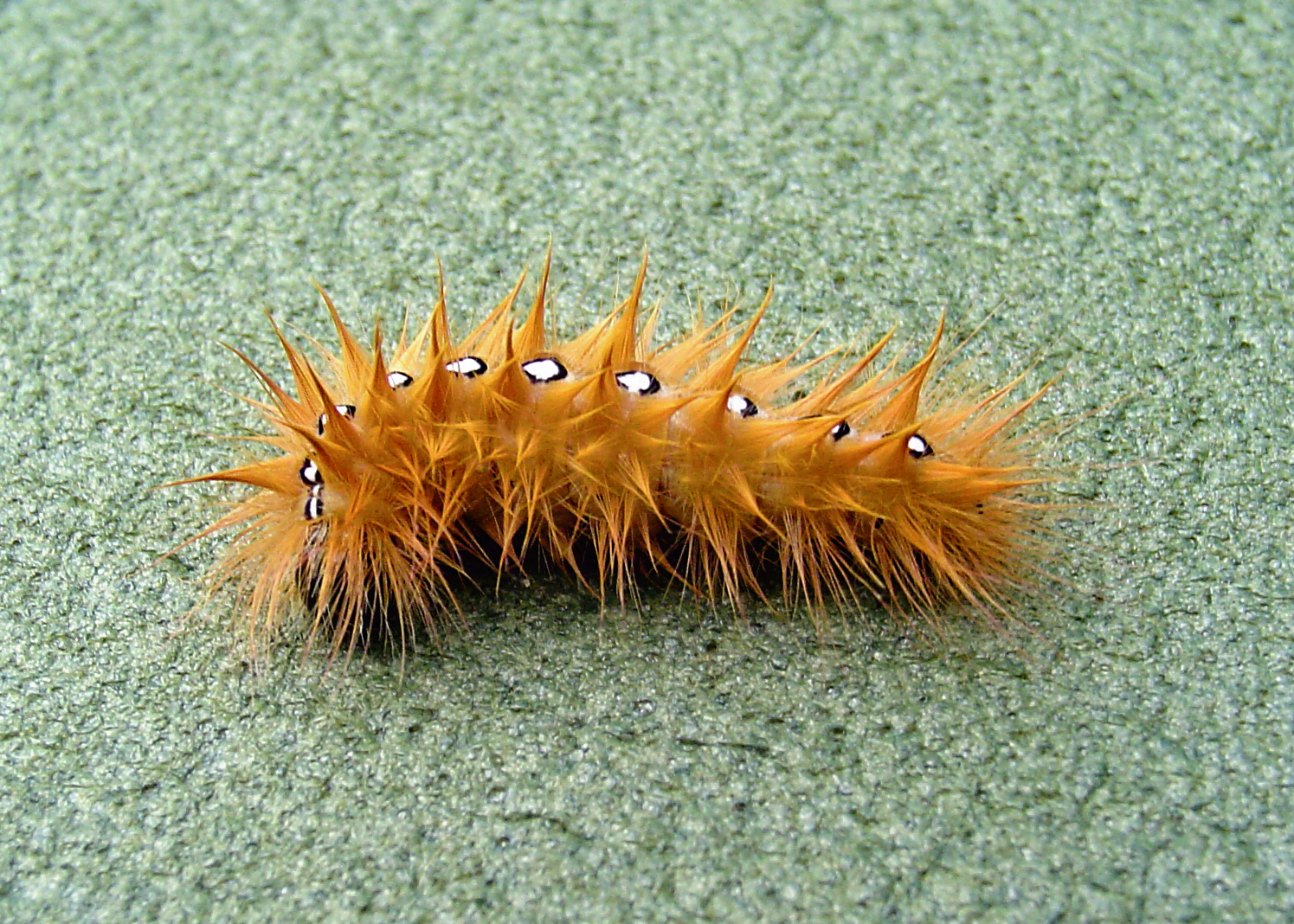
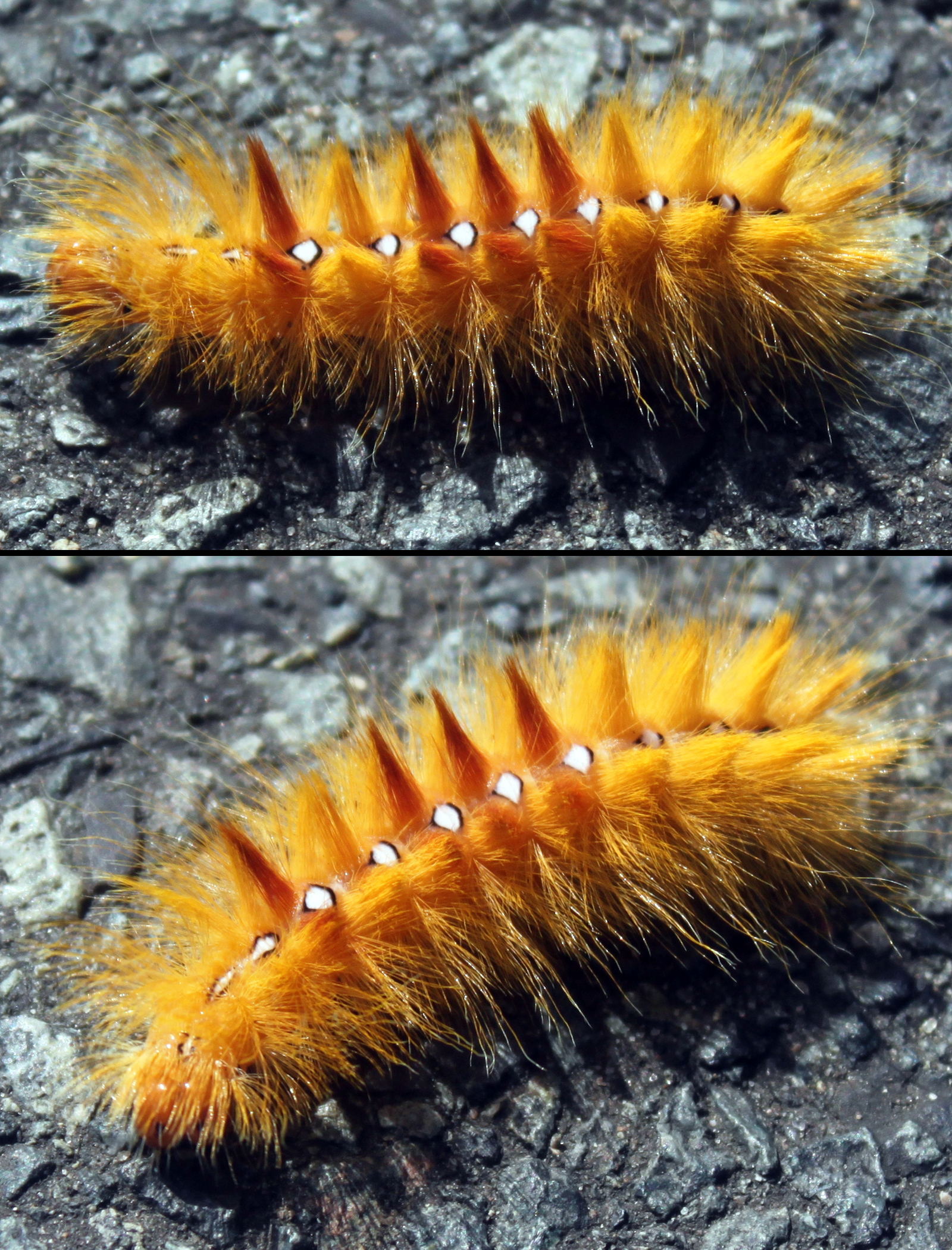
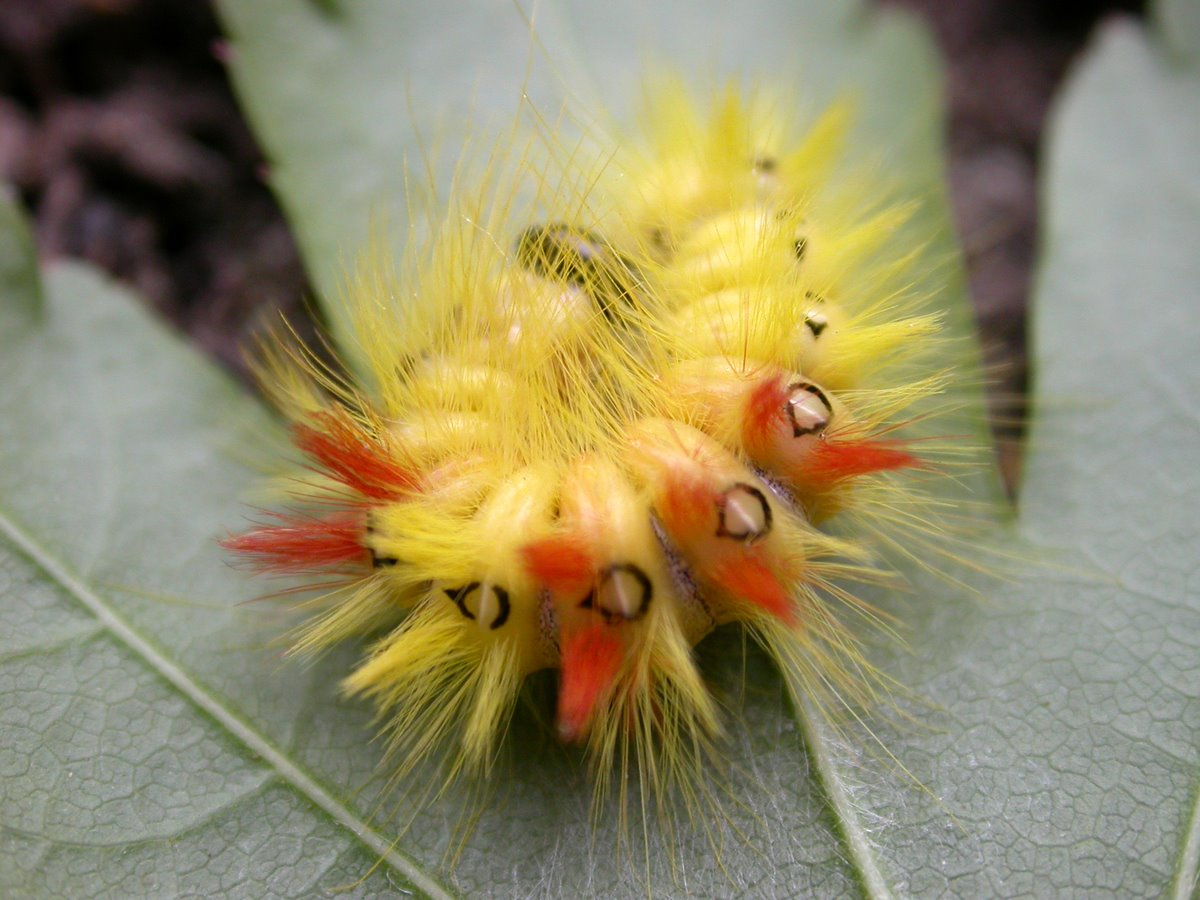
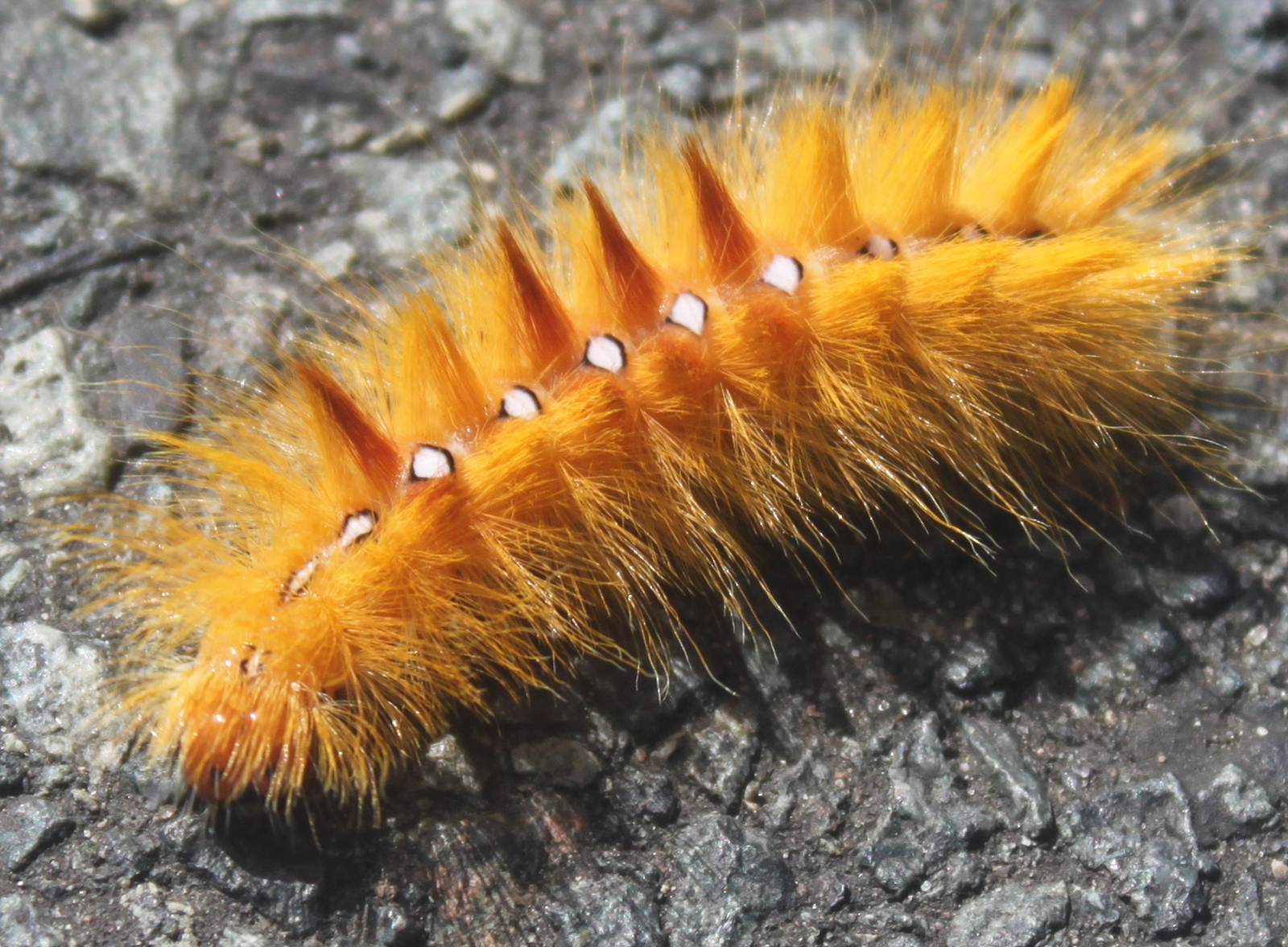